# Mozilla Firefox
 (транскр.  Мозила фајерфокс) је веб-прегледач отвореног кода који је направила компанија Mozilla. Раније је био познат под именима „Phoenix“ и „Firebird“, а настао је на темељима погона „Gecko“, који је користио и раније популарни веб-прегледач Netscape. Од 9. новембра 2004, од верзије 1.0, Firefox је постао озбиљна конкуренција Internet Explorer-у, а данас Google Chrome-у.

## Историја
Дејв Хајат (енгл. Dave Hyatt) и Блејк Рос (енгл. Blake Ross)  почели су да раде на пројекту „Firefox“ као експерименталном издању пројекта „Mozilla“. Веровали су да су комерцијални захтеви Netscape-а компромитовали корисност Mozill-е. Како би се борили против тога што су видели, направили су самостални прегледач, са којим су планирали да замене пакет „Mozilla“. Дана 3. априла, Mozilla је објавила да планирају да промене фокус са пакета „Mozilla“ на Firefox и Thunderbird.
Пројекат „Firefox“ је доживео неколико промена имена. Промењен је првобитни назив Phoenix јер је нарушавао робну марку Phoenix Technologies. Firebird, име које је одабрано као замена, изазвало је жестоку реакцију истоименог бесплатног сервера бази података. Као одговор, Фондација Mozilla изјавила је да прегледач увек треба да носи име „Mozilla Firebird“, како би се избегла забуна са софтвером за базе података. Настављени притисак заједнице програмера база података условио је још једну промену имена: 9. фебруара 2004. Mozilla Firebird постала је „Mozilla Firefox“, често називан једноставно само као „Firefox“, а понекад и скраћено „Еф икс“ енгл. FX.
Firefox је прошао кроз много верзија пре издавања верзије 1.0, која се појавила 9. новембра 2004. Након серије сигурносних и исправки стабилности, фондација Mozilla је 29. новембра 2005. објавила прво веће унапређење, верзију 1.5 Firefoxа. Верзију 2 Mozilla је објавила 24. октобра 2006. године. Ова верзија је укључивала поправке у табовима, управљач за проширења (екстензије), изгледу, претрази, новој опцији за повратак изгубљених сесија, провери грешака при куцању, и сигурносној заштити „антифишинг“ која је убачена као додатак који је направио Гугл, а касније убачен и у сам програм. Јануара 2008. покренуто је уживо подршка преко Интернета, које покрећу волонтери уз помоћ софтвера „Џајв“ (енгл. Jive Software). Било ко може поставити питање, а одговор је загарантован. Понекад, постоји могућност да разговарате уживо и са агентом за подршку.

### Историја издања
| Боја/значење: | Боја/значење:    | Боја/значење: | Боја/значење:  |
| ------------- | ---------------- | ------------- | -------------- |
| Стара верзија | Тренутна верзија | Бета верзија  | Будућа верзија |

| Назив прегледача | Верзија погона | Верзија    | Кодни назив                                       | Датум издавања | Значајније промене |
| ---------------- | -------------- | ---------- | ------------------------------------------------- | --- | --- |
|                  | 1.2            | 0.1        |                                                   | 3. септембар 2002. | Прво издање, прилагодљива палета алатки, брза претрага |
| 0.2              | 1.2            | Санта Круз | 1. октобар 2002.                                  | Палета са стране, управљање проширењима. | |
| 0.3              | 1.2            |            | 14. октобар 2002.                                 | Блокирање слика, блокирање нежељених прозора, табовано прегледање. | |
| 1.3              | 0.4            |            | 19. октобар 2002.                                 | Теме, унапређено блокирање нежељених прозора, прилагодљива палета алатки. | |
| 1.3              | 0.5            |            | 7. децембар 2002.                                 | Више почетних страна, мени са стране и напредни преглед историје посета | |
|                  | 1.5            | 0.6        |                                                   | 17. мај 2003. | Нова основна тема (Qute), омиљене странице и унапређење приватности, глатко скроловање, аутоматско смањење слика. |
| 0.7              | 1.5            |            | 15. октобар 2003.                                 | Аутоматско скроловање, управљање лозинкама, унапређење подешавања. | |
|                  | 1.6            | 0.8        |                                                   | 9. фебруар 2004. | Инсталациони програм за Windows, рад без мреже, омиљене странице и управљање преузиманим датотекама, нови логотип. |
| 1.7              | 0.9            |            | 15. јун 2004.                                     | Нова основна тема („Winstripe“), миграција података, нови управљач тема/проширења, смањена величина програма, нови систем помоћи, инсталациони програм за Линукс, иконица за електронску пошту (само за Windows).                                    | |
| 1.7              | 1.0            |            | 9. новембар 2004.                                 | Званично издање 1.0. званичне локализоване верзије. Додате нове могућности као што су подршка за протоколе „RSS/Atom feed“, претрага директно из палете алатки, претрага проширења. „Крај живота“ наступио је 13. априла 2006. са издањем верзије 1.0.8. | |
| 1.8              | 1.5            | Дир Парк   | 29. новембар 2005.                                | Званично издање верзије 1.5. Додата подршка за формат SVG, унапређење изгледа, 1.5 и 2/3. „Крај живота“ 30. маја 2007. са издањем верзије 1.5.0.12.                                                                                            | |
|                  | 1.8.1          | 2.0        | Бон Ехо                                           | 24. октобар 2006. | Званична верзија 2.0. Нове могућности као што је повратак сесија након „пуцања“ прегледача, предлагање при претрази за и , нови менаџер проширења, преглед веб-фидова, заштита против фишинга, и кратак опис омиљених страница. Тема „Winstripe“ је освежена. Додата је подршка за 1.7. |
| 2.0.0.14         | 1.8.1          |            | 16. април 2008.                                   | Званично издавање верзије 2.0.0.14. Додатна стабилност и сигурносне исправке. | |
| 3                | 1.9            | 3.0        |                                                   | 17. јун 2008. | Званично издање верзије 3.0. Као основа за графику се користи Каиро. Какао виџети укључени за Mac OS X издања. укључен из WHATWG. Измене како се HTML објекат учитава и како се приказују веб-странице. Нови елементи и филтери, унапређена спецификација. Сагласност са скупом тестова Acid2. Нова унапређења изгледа, укључујући различите подразумеване теме за различите оперативне системе, нови менаџер преузимања датотека. Windows 95, 98, ME и Mac OS X v10.3.9и нижи више нису подржани оперативни системи. Addons.mozilla.org интегрисан у прозор додатака. Подршка за APNG датотеке. |
| 3                | 1.9.1          | 3.5        | Shiretoko                                         | 13. јун 2009. | Побољшана верзија погона Gecko. Текстуални API. Подршка за коришћење слика за уоквиривање текста. Подршка за избор JavaScript упита. Неколико побољшања у „паметној адресној траци“. Сигурни режим сурфовања. Локално сурфовање засновано према Google-у (geolocation). |
| 3.6              | 1.9.2          | 3.6        | Namoroka                                          | 21. јануар 2010. | |
| 4.0              | 2.0            | 4.0        | Tumucumaque                                       | 22. март 2011. | |
| 5.0              | 5.0            | 5.0        |                                                   | 21. јун 2011. | |
| 5.0.1            | 5.0.1          | 5.0.1      | Ажурирање за решење проблем стабилност у Mac OS X | 11. јул 2011. | |

## Особине
Погодности укључене у Firefox су отварање табова, провера граматике, напредна претрага, фаворити уживо, интегрисани менаџер преузимања датотека, и сервис за претраживање у који је укључен Google. Развијачи Firefoxа су циљали да произведу веб-прегледач који „само сурфује интернетом“ и обезбеђује најбоље могуће сурфовање, најширој могућој групи корисника
Корисници могу да прилагођавају Firefox са разним екстензијама и темама. Mozilla одржава базу додатака на addons.mozilla.org са приближно 2.000 додатака од септембра 2007.
Firefox пружа окружење за веб-програмере у којем они могу да користе уграђене алатке, као што је конзола за грешке или DOM инспектор, или екстензије, као што је Firebug.

### Подршке стандарда
| 1.0    | 0,34%  |
| 1.5    | 0,53%  |
| 2      | 16,02% |
| 3      | 0,10%  |
| Укупно | 16,98% |

Mozilla Firefox подржава многе веб-стандарде, укључујући HTML, XML, XHTML, SVG 1.1 (делимично), CSS, ECMAScript (JavaScript), DOM, MathML, DTD, XSLT, XPath, и PNG слике са алфа транспарентношћу. Firefox такође подржава понуде за стандарде направљене од стране WHATWG као клијент, и канвас елемент.
Премда Firefox 2 не дозвољава Acid2 стандард, Firefox 3 Бета 2 дозвољава.

### Безбедност
користи сендбокс сигурносни механизам, и лимитира скрипте од приступања података са другог веб-сајта базираном на истом оригиналну полису. Користи SSL/TLS да заштити комуникацију са серверима који користе јаку криптографију када користе -{[{{cite web|author= |title=протокол. Такође пружа подршку за веб-апликације које користе смарт-карту за проверу аутентичности.
Фондација Mozilla омогућава „лов на баг-ове“ истраживачима који открију сигурносне пропусте у Firefoxу. Званична упутства за савладавање безбедносних рањивости обесхрабрило је рана откривања рањивости тако да нападачима не да предност у стварању потенцијалних експлоита.
Firefox има мање јавних познатих не решених сигурносних пропуста од [[]]а, напреднија безбедност је често цитирана као разлог да се пребаците са Internet Explorerа на Firefox. Вашингтон пост извештава да је критични безбедносни пропуст у Internet Explorerу био активан 284 дана у 2006. У поређењу, безбедносни пропуст у Firefoxу је био активан 9 дана пре него што је Mozilla решила проблем.
2006. године, Symantec-ова студија је показала да, иако је Firefox превазишао остале прегледаче у броју потврђених рањивости те године у септембру, су те рањивости брже исправљене него оне нађене у осталим прегледачима. Symantec је касније појаснио њихову изјаву, говорећи да Firefox и даље има мање пропуста од Internet Explorerа, колико су пребројали безбедносни истраживачи. Како од 2. јануара 2008, Firefox 2 има пет нерешених сигурносних пропуста, најјачи од њих је Secunia прогласила „мање критичним”. Internet Explorer има седам нерешених пропуста, Secunia је најјачи од њих прогласила као „умерено критичан“.

## Лиценцирање
је слободан и отворен софтвер, налази се под тројном лиценцом, MPL, GPL и LGPL.
Ове лиценце дозвољавају свима да гледају, мењају и/или редистрибуирају изворни код, и неколико јавно издатих апликација су прављене на њему, на пример, Netscape, Flock и -{Songbird} су направљени на коду из Firefoxа.
Званично издате верзије Firefoxа са mozilla.com су лиценциране под Mozilla EULA. Неколико елемената не падају под услове тројне лиценце и заштићени су под EULA, укључујући трејдмарковано Firefoxово име и изглед, и додатак за пријаву грешака. Међутим, BreakPad, систем за пријаву грешака отвореног кода се очекује да ће заменити интегрисани Firefox-ов систем у верзији 3.0. Према очекиваним плановима, Firefox 3.0 ће бити прва верзија која је потпуно отвореног кода.
У прошлости, Firefox је био лиценцирам само под лиценцом MPL, коју FSF дефинише као слабу заштиту права; лиценца дозвољава, на разне лимитиране начине, употребу дериватних радова. Додатно, код под MPL лиценцом не може легално да се веже за код под GPL или LGPL лиценцом. Због овога, Mozilla је прелиценцирала Firefox у тројну лиценцну шему MPL, GPL, и LGPL. Због овога, програмери су слободни да изаберу под коју ће да примају код и да га даље користе: GPL или LGPL везивање и дериватни радови када се оне користе, или MPL уколико њу изаберу.

### Проблеми са заштићеним именом и знаком
„Mozilla Firefox“, заједно са званичним логотипом Firefoxа представља заштићено име и знак и може се користити само при дозвољеним условима. Било ко може да редистрибуише званична издања али у неизмењеној форми (изворни код исти), и да користи Firefoxово име за такву дистрибуцију, али се ограничења налажу само на измењеним изворним кодовима.
У вези са фондацијом Mozilla и њиховим захтевима да се зауставе одређене дистрибуције отвореног кода од употребе регистрованог имена и заштићеног знака "Firefox", постојале су неке контроверзе . Шеф Мозиле, Мичел Бејкер изјавио је у интервјуу из 2007. године да дистрибуције могу слободно да користе Firefoxово име и заштићени знак уколико није измењен изворни код.

## Рекламирање
се брзо прилагодио корисницима. У првој години постојања, имао је стотину милиона преузимања, праћених серијама агресивне маркетиншке кампање, названих „маркентиншке недеље“ које су 2004. водили Блејк Рос и Аса Доцлер.
Дана 2. септембра 2004, покренут је маркетиншки портал под називом „раширимо Firefox“ ("Spread Firefox"). Портал је направио програм дугмића "Get Firefox" (преузми Firefox).
„Светски дан Firefoxа“, је кампања која је почела 15. јула 2006, на трећу годишњицу оснивања Фондације  и трајала до 15. септембра 2006. Учесници су се регистровали као пријатељи на сајту кампање како би се њихово име пронашло на Firefoxовом зиду пријатеља, дигиталном зиду који је био приказан испред седишта фондације.
Дана 21. фебруара 2008. због постизања цифре од 500 милиона преузимања, заједница Firefoxа је прославила посећујући FreeRice како би скупила 500 милиона зрна пиринча.

## Реакције критике
је назвао Firefox најбољим прегледачем у свом коментару из 2004. године. PC World прогласио је Firefox „производом године“ у 2005. на њиховој листи „100 најбољих производа 2005. године“. Након објављивања Firefoxа 2 и а 7 2006. године, PC World је упоредио оба и прогласио да је Firefox бољи прегледач. Магазин Which? назвао је Firefox својим најбољим избором међу прегледачима.
Internet Week је објавио чланак у којем су многи читаоци пријавили велико заузеће меморије код Firefoxа 1.5. Развојни тим Mozill-е је изјавио да је веће заузеће меморије код Firefoxа 1.5 делимично изазвано новом функцијом за брзо кретање напред-назад кроз странице (енгл. FastBack). Још неки од могућих узрока проблема са меморијом су лоше екстензије, као што је Google Toolbar и неке старије верзије Adblock, или додаци, попут старијих верзија Adobe Acrobat Reader-а. Када је PC Magazine упоредио заузеће меморије код Firefoxа, Oper-е и Internet Explorerа, открили су да Firefox заузима приближно исту количину меморије као и други прегледачи. Тестови које је спровео PC World и Zimbra указују да Firefox 2 заузима мање меморије него Internet Explorer 7. Firefox 3, за време тестирања бета 1 верзије, није заузимао мање меморије од верзије 2, иако је и даље заузимао мање меморије од Internet Explorerа 7.
Попут других прегледача, Firefox је имао бројне безбедносне пропусте, мада не толико као Internet Explorer према налазима .
Softpedia примећује да је Firefoxу потребно више времена да се покрене него другим прегледачима, што је потврђено на тестовима брзине прегледача.
Internet Explorer 6 се такође покреће незнатно брже од Firefoxа на платформи Microsoft Windows, јер су многе његове компоненте директно уграђене у Windows и учитавају се приликом подизања оперативног система. Као решење овог проблема, креирана је апликација која учитава компоненте Firefoxа приликом покретања система, слично Internet Explorer-у. Функција ОС Windows Vista названа SuperFetch обавља сличан задатак тако што унапред учитава Firefox ако се довољно често користи.

### Однос са-ом
Однос корпорације Mozilla са Google-ом био је запажен у медијима, нарочито у вези са њиховим уговором са Google-ом о плаћеним препорукама. Објављивање антифишинг заштите у Firefoxу 2 посебно је изазвало контроверзе. У основним подешавањима је заштита против фишинга укључена, а заснована је на листи која се ажурира два пута сваког сата преузимањем података са Google-овог сервера на рачунар корисника. Корисник не може променити добављача података из графичког интерфејса прегледача, и није информисан о томе ко је основни добављач података. Такође, прегледач шаље Google-ове HTTP колачиће уз сваки захтев за ажурирање. У новијим верзијама програма фондације Mozilla додата је нова безбедносна опција коју корисник мора сам укључити. Ова антифишинг опција пружа тренутну заштиту тако што код Google проверава сваку посећену веб-адресу. Неке групе које се залажу за приватност на Интернету изразиле су забринутост поводом могућих начина на које ће Google користити ове податке, иако Firefoxова полиса приватности наводи да Google не може користити личне информације у било коју сврху осим за антифишинг заштиту.
2005. године, Фондација Mozilla и Корпорација  имале су заједнички приход од 52,9 милиона долара, од чега је око 95% пореклом од прихода од прегледача. У 2006. години, фондација Mozilla и корпорација  имале су заједнички приход од 66,9 милиона УСД, од чега је око 90% пореклом од прихода од прегледача.

### Одговор конкуренције
Оперативни директор Мајкрософта у Аустралији, Стив Вамос (енгл. Steve Vamos), изјавио је крајем 2004. године да не види Firefox као претњу и да не постоји значајна потражња међу Мајкрософтовим корисницима за функцијама које поседује Firefox.
Председник Мајкрософта Бил Гејтс (енгл. Bill Gates) користио је Firefox, али је коментарисао да „се јако пуно софтвера преузима сваког дана, међутим да ли људи уопште све то користе?“ У својој пријави Савезној комисији за трговање хартијама од вредности (САД) од 30. јуна 2005. године, Microsoft је признао да „конкуренти попут Mozill-е нуде софтвер који се такмичи са могућностима Internet Explorer-а из нашег оперативног система Windows“.
Упркос хладном пријему од стране највишег руководства Microsoft-а, развојни тим Internet Explorer-а одржава здраве односе са Mozill-ом. Они се редовно састају да би расправљали о стандардима попут extended validation certificates. Mozilla је 2005. године дозволила Мајкрософту употребу свог Web feed логоа у циљу стандардизације графичког представљања Web feed функције.
Августа 2006. године, Мајкрософт је Мозили понудио помоћ око интеграције Firefoxа са тада надолазећом Windows Вистом, што је Mozilla и прихватила.
Октобра 2006. године, честитајући успешну испоруку Firefoxа 2, развојни тим Internet Explorer-а послао је торту Mozill-и. Као знак одобравања рата међу прегледачима, неки читаоци су се нашалили да је торта била отрована, док су други шаљиво предлагали да Mozilla врати торту заједно са рецептом, алудирајући на софтвер отвореног кода.
Новембра 2007. године, радник Microsoft-а Џеф Џоунс (енгл. Jeff Jones) критиковао је Firefox, тврдећи да је Internet Explorer искусио мање пропуста и мање високо ризичних пропуста него Firefox у типичном пословном окружењу.
Mozillин програмер Мајк Шејвер (енгл. Mike Shaver) оповргао је ову студију, наводећи као главне недостатке Microsoft-ово нагомилавање безбедносних закрпа, као и то да је фокус студије био на исправкама а не на самим пропустима.

## Карактеристике
Пар особина које карактеришу Firefox:
- Велика стабилност
- Повећана сигурност (у односу на Internet Explorer)
- Учитавање страница у појединачне картице (учитавање више страница унутар једног прозора)
- Подршка за стандард
- Уграђен менаџер преузимања
- Додаци које корисник по потреби може уградити у веб-прегледач (неколико се односе и на Википедију):
  - Додаци са новим функцијама или проширењима постојећих
  - Теме - служе за измену изгледа самог програма
  - Додатне компоненте за преглед веб-садржаја у формату који није
- подршка за веб-фидове
- повратак активних страница након „пуцања“ веб-читача
- заштита од крађе идентитета (фишинг)

### Проширења
Корисници Firefoxа могу и сами значајно да унапреде или промене његове функционалности.
Примери могу бити придруживање нових функција покретима миша, додатне опције у вези са картицама, блокирање реклама или скрипти.
Нове функционалности чак могу бити и читаве мини апликације, на пример за календар или FTP.
Постоји и доста проширења везаних за Википедију (види спољашње везе на дну) и за бројне друге популарне сајтове.
Такође постоји неколико екстензија везаних за српски језик.

## Заступљеноста
Процењује се да је крајем 2006. године заступљеност Firefoxа на глобалном плану износила око 14%, док је у Европи тај број око 25%. До децембра 2007, према подацима доступним преко америчке фирме NetApplications, заступљеност Firefoxа је глобално скочила на 16,80%. Тај број расте из дана у дан, упркос чињеници да уз сваки Мајкрософтов оперативни систем долази унапред инсталиран Internet Explorer, тако да је до јуна 2008. године достигао рекордних 40,1%.

## Будуће верзије

### Верзија 3.0
Радно име верзије Firefoxа 3 је „Gran Paradiso“. Претходним издањима је име било „Minefield, што је име које користе за верзије које су још у развоју. „Gran Paradiso“, као и остала Firefox-ова развојна имена, у ствари је место — у овом случају седма највиша планина у Грајским Алпима.
Развојни тим је тражио од корисника да достави захтеве особина које желе у верзији 3.
Firefox бета 1 је издат 19. новембра 2007. Следећа бета верзија (Firefox 3 Beta 2) је издата 18. децембра 2007. Са најмање 3 планиране бета верзије, очекује се финално издање Firefoxа 3 почетком 2008. године.

#### Позадинске измене
Једна од већих измена у Firefoxу 3 је имплементација погона Gecko 1.9, освеженог језгра изгледа. Нова верзија поправља многе грешке и додаје нови веб API. Што значи да ће Firefox 3 бити прва званична верзија која ће проћи Acid2 тестирање, стандардни тест за приказ веб-страница.
Многе нове могућности су дефинисане у WHATWG HTML5 спецификацији. Значи, подршка контроверзном "ping" додацима у <a> и <area> HTML елементима је убачена и постављена као стандардна. Постојање овог додатка је да дозволи праћење кликова на везе без старих традиционалних метода као што су URL преусмерења и Јава скрипте, које могу бити тешко додате и прилично споре при постизању потребних резултата. Друго унапређење тренутних техника и та да корисник може да искључи опцију „пинг“. LWN говори о томе да је „техника преусмерења гора него додатак пинг“.
Друге нове могућности укључују подршку за офлајн веб-апликације, XMLHttpRequest, и подршку за анимирани PNG.
Gecko 1.9 користи Cairo као графичку подршку, дозвољавајући напредније графичке перформансе и бољи изглед на различитим оперативним системима. Због мањка подршке Cair-а за Windows 95, Windows 98, Windows Me и Windows NT (верзије 4.0 и старије), и због тога што је Microsoft завршио подршку за Windows 98 и Windows Me 11. јула 2006, Firefox 3 неће моћи бити покренут на овим оперативним системима. Слично томе, Мек верзије Firefoxа 3 ће моћи да се покрену само на Mac OS X 10.4 или новијим, али, за разлику од претходних верзија, имаће природну Какао виџет изглед.

#### Главне измене
Тренутно се ради на новим темама за Windows, Mac OS X и Линукс, што ће дати Firefoxу природнији изглед и осећај на различитим оперативним системима. Од верзије 3.0 бета 2, ГНОМ/ГТК верзија користи ГНОМ иконе. Слично томе, КДЕ верзија узима иконе из околине. Нпр. када се радна површина промени, мења се и окружење у Firefoxу.
Firefox 3 има измењен изглед прозора са приказом података који се тренутно преузимају са интернета и могућност претраживања и настављања заустављених послова. Такође, прикључцима се сада рукује у истом прозору у којем се рукује додацима. Микроформати су подржани софтвером који може да разуме њихово коришћење у документима, да складиште податке у облику у којој је машински читљив.
Менаџер за лозинке у Firefoxу 3 пита корисника да ли жели да запамти лозинку у врху прозора, дозвољавајући страници да настави са радом. На тај начин корисници су у могућности да избегну складиштење погрешне лозинке.
Firefox 3 користи нови систем памћења обележивача и историје користећи SQLite. Нови систем памти више података о корисниковој историји и обележивачима, дозвољавајући кориснику да упише кључне речи које га везују за одређену страницу. Такође се користи нови алгоритам за аутоматско довршавање започете адресе у адресној траци.
Верзија Firefoxа 3 за Mac OS X подржава обавештења путем протокола „Growl“ и графичке команде у стилу „Aqua“.

### Верзија 4.0
Дана 13. октобра 2006, Брендан Ејч, Mozillин шеф технологије, је писао о плановима за Mozilla 2.0, платформи на којој ће Firefox 4.0 највероватније бити базиран. Ове промене укључују унапређење и уклањање XPCOM API-ја и пребацивање на стандардне C++ особине, just-in-time compilation са JavaScript 2 (познато као Tamarin пројекат).

## Награде
- Webware 100 winner, јун 2007[117]
- PC World 100 Best Products of 2007, мај 2007[118]
- PC Magazine Editors' Choice, октобар 2006[119]
- CNET Editors' Choice, октобар 2006[120]
- PC World's 100 Best Products of 2006, јул 2006[121]
- PC Magazine Technical Excellence Award, Software and Development Tools category, јануар 2006[122]
- PC Magazine Best of the Year Award, December 27, 2005[123]
- PC Pro Real World Award (Mozilla Foundation), 8. децембар 2005[124]
- CNET Editors' Choice, November 2005[125]
- UK Usability Professionals' Association Award Best Software Application 2005, новембар 2005[126]
- Macworld Editor's Choice with a 4.5 Mice Rating, новембар 2005[127]
- Softpedia User’s Choice Award, септембар 2005[128]
- TUX 2005 Readers' Choice Award, септембар 2005[129]
- PC World Product of the Year, јун 2005[130]
- Forbes Best of the Web, мај 2005[131]
- PC Magazine Editor’s Choice Award, мај 2005[132]